# Vladan Švacov
Vladan Švacov (Zagreb, 27. studenoga 1930. – Zagreb, 28. ožujka 2004.), hrvatski redatelj, teatrolog, dramaturg i sveučilišni profesor.

## Životopis
Dr. Vladan Švacov je bio istaknuti hrvatski intelektualac i poliglot vrsne klasične naobrazbe. Rođen je u Zagrebu, gdje je završio klasičnu gimnaziju te diplomirao i doktorirao filozofiju a potom i režiju na Akademiji dramske umjetnosti gdje je kasnije s Rankom Marinkovićem utemeljio Odsjek za dramaturgiju, predavao te obavljao dužnost dekana u periodu 1978. – 1980.
Režirao je brojne opere (Ero s onoga svijeta, Figarov pir) i drame (osobito djela Brechta i Ionesca). Autor je važne knjige "Temelji dramaturgije" te niza studija i radova s tom temom, među kojima je i "Antička dramaturgija" koja se bavi teorijom srednjovjekovne, predantičke i antičke drame. 
Bavio se i prevođenjem s talijanskoga, francuskog i njemačkog jezika te je preveo više od šezdeset libreta.
Bio je u braku s hrvatskom dramaturginjom i televizijskom urednicom Majom Gregl.